# Sulfoborita
La sulfoborita és un mineral de la classe dels borats. Rep el seu nom de la seva composició química.

## Característiques
La sulfoborita és un borat de fórmula química Mg₃[B(OH)₄]₂(SO₄)(OH,F)₂. Cristal·litza en el sistema ortoròmbic. La seva duresa a l'escala de Mohs es troba entre 4 i 4,5. És un mineral relacionat amb la cahnita.
Segons la classificació de Nickel-Strunz, la sulfoborita pertany a «06.AC - Monoborats, B(O,OH)₄, amb i sense anions addicionals; 1(T), 1(T)+OH, etc.» juntament amb els següents minerals: sinhalita, pseudosinhalita, behierita, schiavinatoïta, frolovita, hexahidroborita, henmilita, bandylita, teepleïta, moydita-(Y), carboborita, lüneburgita, seamanita i cahnita.

## Formació i jaciments
Va ser descoberta en el dipòsit de sal de Westeregeln, a Egeln, a Saxònia-Anhalt, Alemanya. També ha estat descrita a la localitat alemanya de Wittmar (Baixa Saxònia), a Zheleznogorsk, a l'óblast d'Irkutsk (Rússia), al dipòsit de bor d'Inder i al dom de sal de Chelkar, al Kazakhstan, i a les localitats de Scarborough i Whitby, a Anglaterra.